# Břetislav I
Břetislav I (1002/1005 - Chrudim, 10 januari 1055), bijg. de Boheemse Achilles, uit het geslacht der Přemysliden, was hertog van Bohemen vanaf 1035.
Břetislav was de buitenechtelijke zoon van hertog Oldřich van Bohemen en de boerendochter Božena (Beatrix). Oldřich trouwde later met haar als zijn tweede vrouw. Břetislav kon door zijn status geen huwelijk aangaan met een vrouw uit de hoge adel. Daarom ontvoerde hij Judith van Schweinfurt uit een klooster en trouwde met haar. Blijkbaar kon Břetislav snel tot een goede verstandhouding komen met haar familie want er is geen poging tot vergelding bekend, en als een van de machtigste families in Beieren was haar familie wel in staat om dat te doen. Het paar vestigde zich in Olomouc.
Břetislav bouwde versterkingen in de regio rond Olomouc. Hij maakte gebruik van een oorlog van Jaroslav de Wijze in 1029 tegen Polen om de Polen uit Moravië te verdrijven. Břetislav nam het bestuur van Moravië op zich. In 1031 voerde hij een grensoorlog tegen Hongarije. Keizer Koenraad II liet in 1033 Oldřich gevangen zetten en gaf Bohemen in leen aan Jaromír van Bohemen. Břetislav werd hertog van Moravië. In 1034 werd Oldřich vrijgelaten en Břetislav werd gedwongen om Moravië op te geven en ging in ballingschap. Oldřich stierf in 1034 en Jaromir werd in 1035 vermoord. Omdat Oldřich, Jaromir en hun broer Boleslav III van Bohemen geen wettige zoons hadden, volgde Břetislav hen op als hertog van Bohemen.

## Hertog van Bohemen
De eerste daad van Břetislav als hertog van Bohemen (1035) was om Koenraad te steunen in een strafexpeditie in de Lausitz. In 1039 viel hij met een groot leger Polen binnen en plunderde onder meer Poznań (stad), Gniezno (stad) en Krakau. In Gniezno liet Břetislav de graven van Adalbert van Praag en Radim Gaudentius, zijn stiefbroer en de eerste aartsbisschop van Gniezno, openen en bood de heiligen formeel aan om ze mee te nemen naar Bohemen. Met hun "toestemming" nam hij het gebeente van de heiligen en andere relieken mee uit Gniezno. Op de terugweg liet hij een bezettingsmacht achter in delen van Silezië, waaronder de stad Wrocław.
Het verwerven van de relieken lijkt het belangrijkste doel van de veldtocht te zijn geweest. Met de relieken van deze eigen heiligen wilde Břetislav Praag verheffen tot een zelfstandig aartsbisdom. Dit plan stuitte echter op veel verzet van de aartsbisschop van Mainz (waar Praag als bisdom onder viel) en die werd gesteund door keizer Hendrik III. Hendrik eiste bovendien van Břetislav dat hij boete zou doen voor de aanval op Polen, wat ook een vazalstaat van Hendrik was en dus onder zijn bescherming stond. Břetislav weigerde toe te geven maar zond zijn zoon Spythiněv II van Bohemen naar Hendrik als gijzelaar. Toen de kwestie in 1040 nog niet was opgelost besloot Hendrik op te treden: hij trok met een leger vanuit Beieren naar Bohemen terwijl Ekhard II van Meißen vanuit het noorden aanviel. Hendrik trok door het Bohemer Woud maar het lukte hem niet om de versterkingen die de strategische bergpas bij Všeruby (okres Domažlice) controleerden, in te nemen. Uiteindelijk moest hij zich met grote verliezen terugtrekken. Ekhard had meer succes en veroverde het kasteel van Bílina en kon verder Bohemen in trekken. Op het nieuws van Hendriks terugtocht besloot ook hij om zich terug te trekken. Břetislav strafte de kasteelheer van Bílina door hem de ogen uit te laten steken, zijn handen en voeten af te laten hakken en hem vervolgens in de rivier te laten werpen.
In het voorjaar van 1041 stuurde Břetislav gezanten naar Hendrik om te onderhandelen. Maar die liet de zomer niet ongebruikt voorbijgaan en stuurde opnieuw een leger naar Bohemen. Op 8 september begon de belegering van Praag en op 29 september gaf Břetislav zich over. Hij werd naar Regensburg gebracht en onderwierp zich daar aan Hendrik. Břetislav had het geluk dat er tegelijkertijd in Hongarije een crisis was uitgebroken: De pro-Duitse koning Peter Orseolo was daar door een opstand verdreven, en Hendrik had Břetislav nodig om op te treden in Hongarije. Břetislav kon dus op gunstige voorwaarden vrede krijgen. Hij mocht het gebeente van Adalbert van Praag behouden, net zoals zijn veroveringen in Silezië en Moravië. Hij kreeg Moravië zelfs in leen van de keizer en Moravië is sindsdien staatkundig met Bohemen verbonden. Wel moest Břetislav een schadevergoeding aan Polen betalen, gevangen Polen vrijlaten en gijzelaars geven als waarborg voor het nakomen van de afspraken.
Nadien was Břetislav een voorbeeldige vazal van Hendrik. Hij nam deel aan veldtochten in Hongarije, in 1042, 1044 en 1051. Casimir I van Polen kon daardoor in 1051 een deel van de Poolse gebieden die Břetislav had bezet, weer in bezit nemen. In 1053 bemiddelde Hendrik een regeling tussen Břetislav en Casimir: Břetislav moest Wrocław en een aantal kastelen in Silezië opgeven maar in ruil moest Casimir een jaarlijks bedrag aan Bohemen betalen.
Břetislav organiseerde het bestuur van Bohemen op feodale basis, hervormde het muntwezen, en voerde een aantal op het christelijke geloof gebaseerde wetten in, zoals het verbod op polygamie en het verbod op handel tijdens kerkelijke feestdagen. Ook legde hij vast dat zijn opvolging volgens het principe van Senioraat moest gebeuren, waarbij de leidende vorst hertog van Bohemen zou zijn en zijn broers gebieden in Moravië zouden besturen.
Břetislav overleed in 1055 in Chrudim, bezig met de voorbereiding van weer een veldtocht tegen Hongarije. Hij werd begraven in de Sint-Vituskathedraalin Praag.

## Huwelijk en kinderen
Břetislav en Judith kregen de volgende kinderen:
- Spythiněv II van Bohemen;
- Vratislav II van Bohemen;
- Koenraad I van Bohemen;
- Jaromir (ovl. Esztergom, 1090), vanaf 1068 bisschop van Praag, vaak in conflict met zijn broer Vratislav, van 1077-1084 kanselier (historisch) van keizer Hendrik IV;
- Otto I de Schone;
- vermoedelijk een dochter Dymudis.

## Voorouders
| Voorouders van Břetislav I van Bohemen | Voorouders van Břetislav I van Bohemen                          | Voorouders van Břetislav I van Bohemen                          | Voorouders van Břetislav I van Bohemen      | Voorouders van Břetislav I van Bohemen      |
| -------------------------------------- | --------------------------------------------------------------- | --------------------------------------------------------------- | ------------------------------------------- | ------------------------------------------- |
| Overgrootouders                        | Boleslav I van Bohemen (910-972) ∞ Bagiota (901-na 957)         | ? (-) ∞ ? (-)                                                   | ? (-) ∞ ? (-)                               | ? (-) ∞ ? (-)                               |
| Grootouders                            | Boleslav II van Bohemen (928-999) ∞ Emma van Bohemen (945-1006) | Boleslav II van Bohemen (928-999) ∞ Emma van Bohemen (945-1006) | ? (-) ∞ ? (-)                               | ? (-) ∞ ? (-)                               |
| Ouders                                 | Oldřich van Bohemen (970-1034) ∞ Božena (-)                     | Oldřich van Bohemen (970-1034) ∞ Božena (-)                     | Oldřich van Bohemen (970-1034) ∞ Božena (-) | Oldřich van Bohemen (970-1034) ∞ Božena (-) |
| Břetislav I van Bohemen (1002-1055)    |                                                                 |                                                                 |                                             |                                             |